# Steirastoma marmoratum
Steirastoma marmoratum es una especie de escarabajo del género Steirastoma, familia Cerambycidae. Fue descrita científicamente por Thunberg en 1822.
Se distribuye por Argentina, Brasil, Colombia, Paraguay y Uruguay. Posee una longitud corporal de 21,5-27 milímetros. El período de vuelo de esta especie ocurre en los meses de enero, abril, mayo, septiembre, octubre, noviembre y diciembre.
La dieta de Steirastoma marmoratum comprende plantas de la familia Anacardiaceae, Aquifoliaceae, Araucariaceae, Lauraceae, Myrtaceae y Rutaceae.